# Tricyphona bianchii
Tricyphona bianchii är en tvåvingeart som först beskrevs av Alexander 1966.  Tricyphona bianchii ingår i släktet Tricyphona och familjen hårögonharkrankar. Inga underarter finns listade i Catalogue of Life.